# Comentari de text
Un comentari de text (o comentari literari) és una explicació que sol adjuntar-s'hi a una edició d'un text. Pot estar basat en metodologies de lectura propera i de crítica literària, no obstant això, la seva finalitat principal és aclarir el llenguatge del text i la cultura específica que ho va produir.
Cal destacar que la realització d'un comentari de text no és de mètode únic ja que depèn la naturalesa del propi text, el moment històric en que es va redactar i l'autor. Qualsevol esquema de comentari que proposem hem d'acceptar-lo com un marc o model general, de validesa limitada, que haurà de ser adaptat a cada un dels textos que haguem de comentar.

## Objectius
En la realització d'un comentari de text, hem de tenir en compte uns objectius que es persegueixen quan estem realitzant-lo. Aquests objectius que hem de cercar i comprendre els podríem dividir en dos grans grups:
1. Comprensió: Hem de saber interpretar correctament el text i, a més, saber explicar-lo a qualsevol persona que no se l'hagi llegit. Hem d'entendre què expresa el text, com ho fa i perquè.
2. Coherència i/o unitat: És habitual que els textos se centrin en un "tema" (o idea central). Aquesta idea ha de quedar ben clarificada al nucli del nostre comentari.[3]

Ressaltem també que és important que el comentari quedi precisament equilibrat, és a dir, realitzar un procés de selecció dels aspectes fonamentals del text.

## Estructura bàsica[4]
| CLASSIFICACIÓ I IDENTIFICACIÓ DEL TEXT | Punt inicial de l'anàlisi i comentari de textos. És on s'ha de determinar i definir específicament: el títol, tipus de text, autor (professió i funció que desenvolupa), destinatari, datació de creació i lloc... De tots els anteriors aspectes a identificar només has de fer referència als elements o idees que es puguin conèixer o deduir llegint el text.                                                            |
| CONTEXT HISTÒRIC                       | Establir les circumstàncies històriques en les quals s'emmarca el document. Un text només té sentit històric si el vinculem i l'inserim en el seu context històric. Aquesta és una tasca difícil, ja que hem d'evitar tant l'excés (explicar tot el que no permeti una comprensió directa del document) com dibuixar el context històric en una o dues línies.                                                               |
| ANÀLISI GENERAL DEL TEXT               | Anàlisi temàtic, explicació del contingut del text i enumeració de dades o resum d'idees explícites en el text senyalant les idees principals i secundàries (semblant a un resum del text). Aclariment de conceptes bàsics, termes tècnics... Ha de ser breu (aproximadament entre 10 i 15 línies) i amb un to de neutralitat. S'ha d'aconseguir que un tercer lector es pogués fer una idea del text sense haver-lo llegit. |
| COMENTARI DE TEXT                      | Nucli del treball. Hem de partir de l'anàlisi fet del contingut del text per poder relacionar-lo amb coneixements de la temàtica tractada en el text. |
| CONCLUSIONS                            | Reflexió global del text. Síntesis interpretativa on es pot argumentar raons per les que s'està d'acord o no amb el contingut. Es pot també parlar de l'interès del propi text pel seu contingut. |
| BIBLIOGRAFIA                           | Afegir bibliografia consultada i treballada. Es pot també aportar més bibliografia relacionada amb el tema tractat en el text (manuals, llibres, articles..) |

## Desenvolupament
Cal seguir uns determinats passos per al correcte desenvolupament d'un comentari de text. Els trobareu a la següent llista:
1. Primera lectura o pre-lectura: Ens servirà per a tenir una idea bàsica del tema principal del text. Aquesta pre-lectura serveix, en principi, per localitzar l'autor, el context i d'altres dades bàsiques sobre el text.
2. Classificar el text: Podem diferenciar el text entre els diferents tipus principals que trobem, com ara, un text polític, periodístic, literari, etc. També podem cercar una breu referència sobre l'autor, això ens ajudarà a entendre molt millor el text i poder localitzar-lo molt més precisament en el seu context històric.
3. Segona lectura o lectura amb deteniment: Aquesta segona lectura ens ha d'ajudar a trobar els termes principals que trobem al text, a més de les idees més rellevants, de les secundàries i, per acabar, realitzar algunes anotacions per assenyalar els blocs més temàtics del text.
4. Analitzar el text: Una vegada tenim totes les idees i termes principals i secundaris, hem de començar a organitzar tota la informació que tenim segons un criteri d'importància. Aquest és el pas en que hem de definir el tema o idea principal del text.
5. Comentari de text: Aquest és un dels pasos més importants, començar la realització del comentari. Hem de ser capaços de redactar i connectar (fent ús de connectors textuals) tota la informació que hem aconseguit de les lectures del text i de la seva classificació. Adicionalment, podem afegir citacions del propi text, sempre entre cometes ("), i si no es pot posar tota la citació es pot retallar afegint al final uns punts suspensius entre parèntesi (...).
6. Conclusions: Aquesta és la reflexió personal sobre l'interès del propi text, de la seva transcendència i importància. Cal realitzar una critica personal del nostre propi comentari.

## Errors habituals[6]
- No es tracta de realitzar una paràfrasi, és a dir, tornar a explicar el que el text diu amb altres paraules. En aquest cas, no s'aporta res de nou ja que ni es troba una interpretació, ni es dibuixa el context, ni es permet comprendre millor el propi text. Aquest resultaria un exercici superficial que no ajuda a la comprensió i anàlisi del text.
- Per una altra banda tampoc hem de caure en un altre error: Agafar el tema del text per fer una dissertació teòrica sense vincles amb el mateix contingut. Hem d'evitar, per tant, abordar dades que no tenen interès directe en relació amb la comprensió i l'anàlisi del text amb el qual ens trobem.
- Intentar evitar desordre en l'exposició: explicar-ho tot en la introducció, repetir les idees, explicar les idees bàsiques fora del context, no hi ha fil conductor del discurs, la conclusió no aporta res...
- No hem de plantejar l'anàlisi del text amb un to polèmic i agressiu, ple de judicis i plantejaments radicals aliens al rigor científic i històric.
- Biografia de l'autor: no té sentit fer-la de forma desvinculada al text que es comenta. Aquestes dades han de tenir un vincle amb el moment en què va ser fet el text.